# Епигенија
Епигенија или епигенетска долина је речна долина усечена у виши део терена, који је изграђен од отпорнијих стена (нпр. гранит), упркос томе што се у непосредној близини налази терен изграђен од мекших стена (нпр. лес). 

## Настанак епигеније
Настајање епигеније је дуг и спор процес, који пролази кроз неколико фаза. На почетку река се усеца у суседне мекше стене које су у повлати, све док их не пробије. Након тога, у другој фази речни ток еродира чвршће стене у подини, али много мањим интензитетом, док у исто време наставља спирање и денудацију мање отпорних стена на боковима. На крају долази до све већег спуштања површине у повлати, тако да она постаје нижа од подинске. На први поглед у рељефу настаје необјашњива појава — речни ток је усечен у тврђе и више стене, уместо у ниже и мекше.

## Типови епигеније
Епигенетска долина може настати на неколико начина, па према томе издвајамо следеће типове: 
- Домна епигенија настаје усецањем долина у основу од чврстих стена која има облик свода. Такве су долине Јужне Мораве у Сталаћкој клисури и Западне Мораве у Овчарско-кабларској клисури и Ресаве код Деспотовца[3].
- Ивична епигенија настаје усецањем долине у обод од чврстих стена некадашњег језерског басена, у подножју планина. Такве су долине Сокобањске Моравице код Соко Бање, Груже код Кнића и Белог Дрима код Призрена[3].
- Ртаста епигенија постаје усецањем долине у стеновиту пречагу од отпорнијих стена у подини. Долине овог типа су Грза код Параћина, Топлица код Прокупља и Сушица код Берана[3].